# 10442 Biezenzo
10442 Biezenzo este un asteroid din centura principală de asteroizi.

## Descriere
10442 Biezenzo este un asteroid din centura principală de asteroizi. A fost descoperit pe 26 martie 1971 la Observatorul Palomar de Cornelis Johannes van Houten, Ingrid van Houten-Groeneveld și Tom Gehrels. Asteroidul prezintă o orbită caracterizată de o semiaxă mare de 3,18 ua, o excentricitate de 0,02 și o înclinație de 10,8° în raport cu ecliptica.